# Planques
Planques település Franciaországban, Pas-de-Calais megyében. Lakosainak száma 104 fő (2022. január 1.). Planques Créquy, Avondance, Azincourt, Fressin, Ruisseauville és Sains-lès-Fressin községekkel határos.

## Népesség
A település népességének változása:
| Lakosok száma | 98   | 85   | 84   | 81   | 88   | 95   | 102  | 103  | 104  |
|               | 2013 | 2015 | 2016 | 2017 | 2018 | 2019 | 2020 | 2021 | 2022 |